# Svenska mästerskapen i dressyr 1969
Svenska mästerskapen i dressyr 1969 avgjordes i Strömsholm. Tävlingen var den 19:e upplagan av Svenska mästerskapen i dressyr.

## Resultat
| Placering | Ryttare           | Häst           |
| --------- | ----------------- | -------------- |
| 1         | Ninna Slöör-Swaab | Casanova       |
| 2         | Anders Lindgren   | Eko            |
| 3         | Sune Lindbäck     | Hue and Cry xx |